# Mitch Glazer
Mitchell Aram Glazer (Key Biscayne, 30 giugno 1953) è uno sceneggiatore, produttore cinematografico e regista statunitense.

## Biografia
Nato a Key Biscayne, Florida, Glazer è cresciuto a Miami, figlio di Leonard e Zelda Glazer. Dopo gli studi alla Miami Beach High School, frequenta la Clark University prima di trasferirsi alla New York University. Prima di diventare uno sceneggiatore, ha scritto per varie riviste musicali, come Rolling Stone e Crawdaddy!. 
Dopo aver lavorato per tutti gli anni settanta come giornalista per la rivista Crawdaddy!, inizia a collaborare con l'amico e collega Michael O'Donoghue a diversi progetti, tra cui la commedia S.O.S. fantasmi, interpretata da Bill Murray.
Nel 2010 debutta alla regia, dirigendo Mickey Rourke e Megan Fox nel drammatico Passion Play. Nel 2012 crea per il network Starz la serie televisiva Magic City, ambientata nella Miami di fine anni cinquanta.
Glazer è stato sposato dal 1982 al 1989 con l'attrice Wendie Malick. Dal 1992 è sposato con l'attrice Kelly Lynch. Glazer ha legalmente adottato la figlia della Lynch, Shane, avuta da una precedente relazione.

## Filmografia parziale

### Sceneggiatore
- Mr. Mike's Mondo Video, regia di Michael O'Donoghue (1979)
- S.O.S. fantasmi (Scrooged), regia di Richard Donner (1988)
- Cercasi un colpevole disperatamente (Off and Running), regia di Ed Bianchi (1991)
- Tre di cuori (Three of Hearts), regia di Yurek Bogayevicz (1993)
- Paradiso perduto (Great Expectations), regia di Alfonso Cuarón (1998)
- La regola del sospetto (The Recruit), regia di Roger Donaldson (2003)
- Passion Play, regia di Mitch Glazer (2010)
- Magic City – serie TV (2012- in corso)
- Rock the Kasbah, regia di Barry Levinson (2015)

### Regista
- Passion Play (2010)

### Produttore
- Lost in Translation - L'amore tradotto (Lost in Translation), regia di Sofia Coppola (2003)
- Drifting Elegant, regia di Amy Glazer (2006)
- Magic City – serie TV (2012- in corso)
- Rock the Kasbah, regia di Barry Levinson (2015)
- On the Rocks, regia di Sofia Coppola (2020)